# Emanuel Aiwu
Emanuel Aiwu né le 25 décembre 2000 à Innsbruck en Autriche, est un footballeur autrichien qui évolue au poste de défenseur central à Sturm Graz.

## Biographie

### Admira Wacker
Né à Innsbruck en Autriche d'un père nigérian et d'une mère autrichienne, Emanuel Aiku passe par le centre de formation du SKN Sankt Pölten de 2006 à 2013, avant d'être formé par l'Admira Wacker, qu'il rejoint en 2013. C'est le 5 mai 2018 qu'il fait sa première apparition en professionnel, à l'occasion d'un match de championnat face au FK Austria Vienne. Il est titularisé au poste d'arrière gauche ce jour-là, un rôle inhabituel pour lui, et les deux équipes se séparent sur un score nul et vierge (0-0). Il ne fait que trois matchs lors de cette saison 2017-2018.
En 2018-2019 Aiwu s'impose en équipe première. Le 23 février 2019 il inscrit son premier but en professionnel lors de la victoire de son équipe face au Wacker Innsbruck, en championnat (3-0). Le 10 mars suivant Aiwu est titulaire face au club de ses débuts, le SKN Sankt Pölten. Le jeune défenseur se fait remarquer en ouvrant le score mais également en réalisant un doublé en donnant la victoire à son équipe dans les derniers instants de la partie (3-2 score final).
Lors du mercato d'hiver 2020 il est proche de rejoindre le Red Bull Salzbourg mais il reste finalement à l'Admira Wacker.

### Rapid Vienne
Le 30 août 2021, Emanuel Aiwu s'engage en faveur du Rapid Vienne pour un contrat courant jusqu'à l'été 2024,.

### US Cremonese
Le 5 août 2022, Emanuel Aiwu rejoint l'US Cremonese, tout juste promu en première division italienne,.

### Birmingham City
Le 31 août 2023, Emanuel Aiwu rejoint Birmingham City sous la forme d'un prêt d'une saison.

### En équipe nationale
Emanuel Aiwu représente l'équipe d'Autriche des moins de 18 ans à deux reprises en 2018, pour deux matchs joués.
Le 11 octobre 2019, Aiwu joue son premier match avec l'équipe d'Autriche espoirs, face à la Turquie. Il entre en jeu lors de cette partie, et son équipe s'impose sur le score de trois buts à zéro. 